# أولبيا

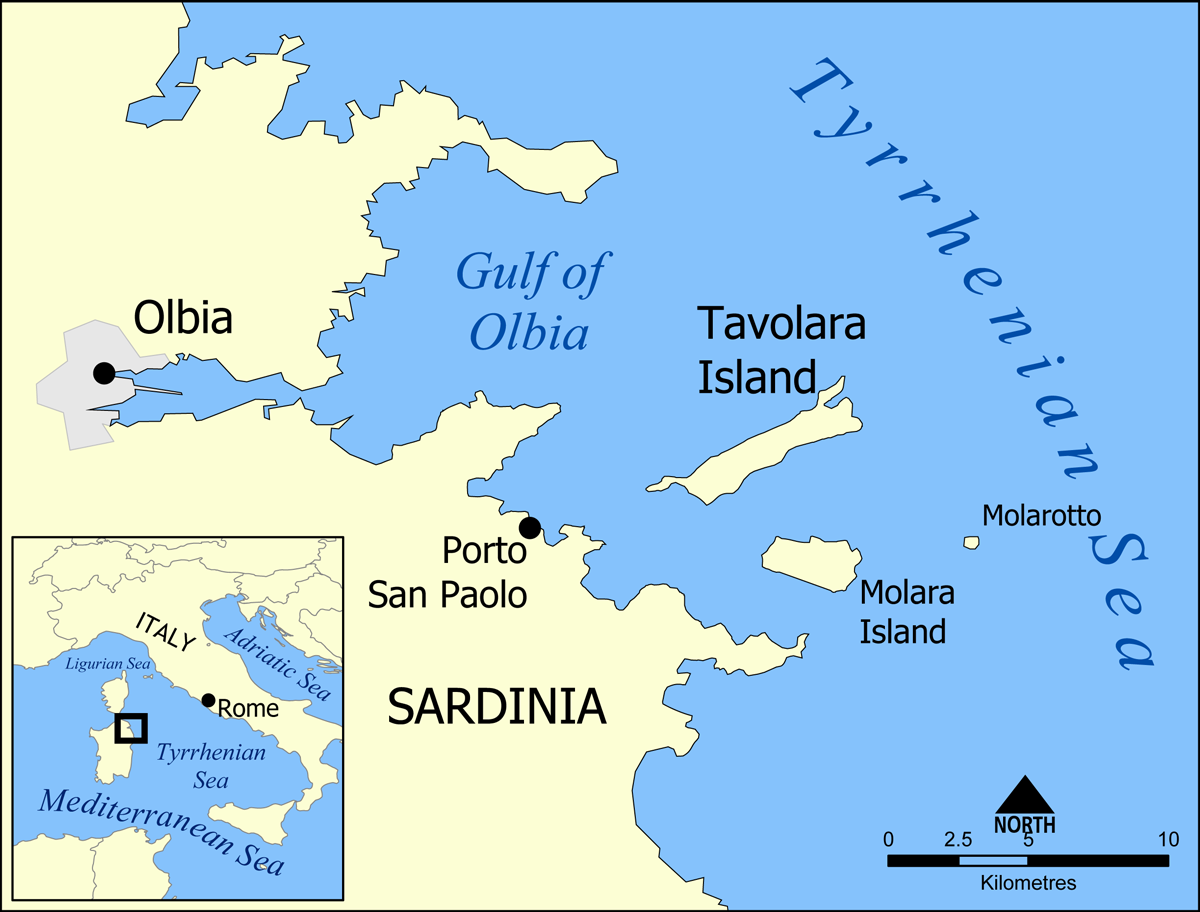
أولبيا - سردينيا

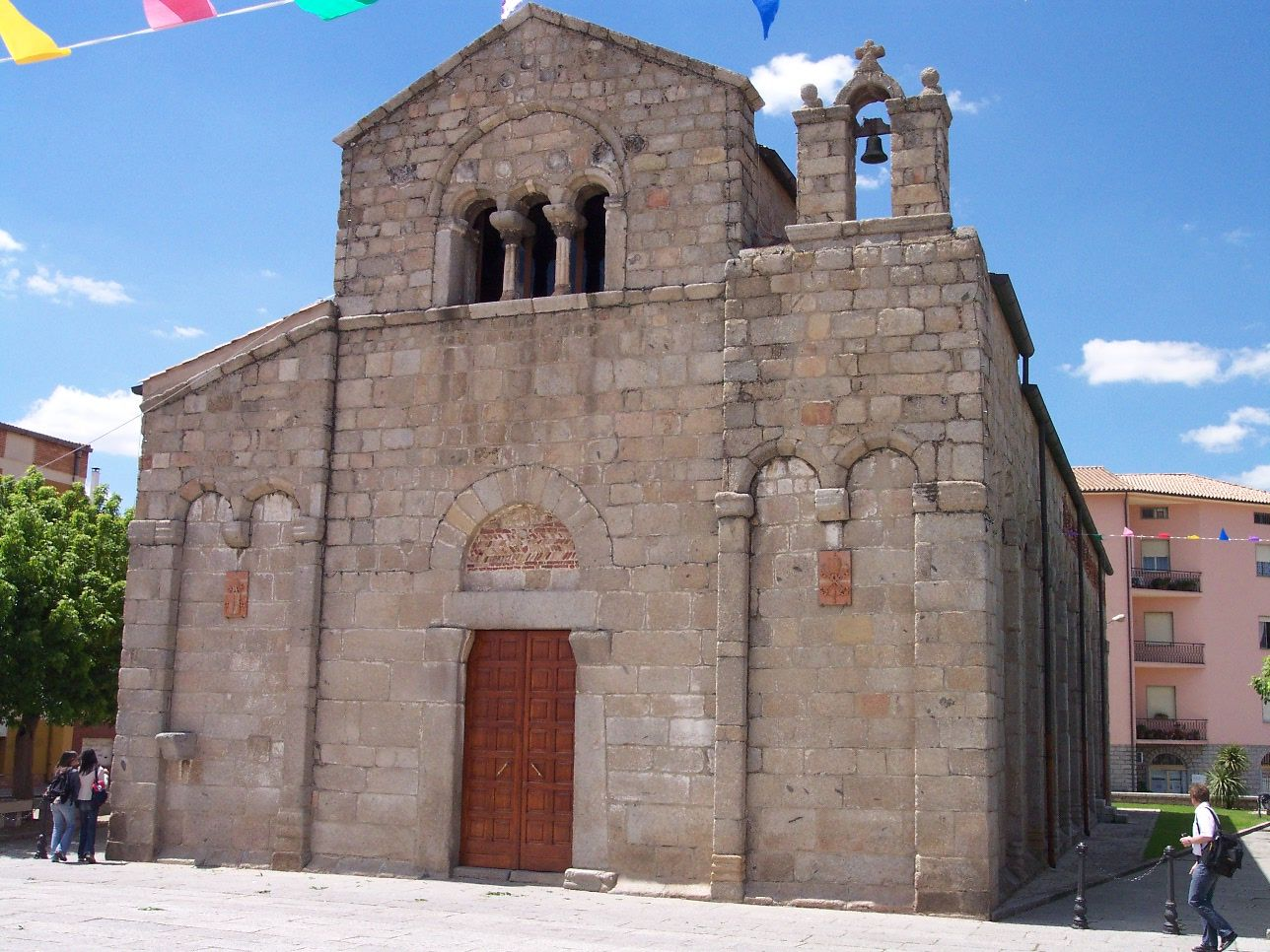
كنيسة سانت سيمبليتشو

أولبيا (بالإيطالية:Olbia)، مدينة في شمال شرق جزيرة سردينيا، عاصمة مقاطعة أولبيا تيمبيو (بالاشتراك مع تيمبيو باوزانيا)، سكانها حوالي 50.365 نسمة.
سميت Olbia في العصر الروماني، وCivita في العصور الوسطى (فترة القضاءات)، وTerranova Pausania  قبل أربعينات القرن الماضي، وأخيرا أعيد لها اسمها الأصلي بعد نهاية العهد الفاشي.
و هي مركز اقتصادي في هذا الجزء من الجزيرة (المراكز التجارية، والصناعات الغذائية) وهي أيضا قريبة جداً من منطقة كوستا زميرالدا سياحية الشهيرة.

## المناخ
يظهر الجدول التالي التغييرات المناخية على مدار السنة لأولبيا:
| البيانات المناخية لـأولبيا        | البيانات المناخية لـأولبيا | البيانات المناخية لـأولبيا | البيانات المناخية لـأولبيا | البيانات المناخية لـأولبيا | البيانات المناخية لـأولبيا | البيانات المناخية لـأولبيا | البيانات المناخية لـأولبيا | البيانات المناخية لـأولبيا | البيانات المناخية لـأولبيا | البيانات المناخية لـأولبيا | البيانات المناخية لـأولبيا | البيانات المناخية لـأولبيا | البيانات المناخية لـأولبيا |
| الشهر                             | يناير                      | فبراير                     | مارس                       | أبريل                      | مايو                       | يونيو                      | يوليو                      | أغسطس                      | سبتمبر                     | أكتوبر                     | نوفمبر                     | ديسمبر                     | المعدل السنوي              |
| --------------------------------- | -------------------------- | -------------------------- | -------------------------- | -------------------------- | -------------------------- | -------------------------- | -------------------------- | -------------------------- | -------------------------- | -------------------------- | -------------------------- | -------------------------- | -------------------------- |
| الدرجة القصوى °م (°ف)             | 25.1 (77.2)                | 24.5 (76.1)                | 28.0 (82.4)                | 27.8 (82.0)                | 35.0 (95.0)                | 39.9 (103.8)               | 42.2 (108.0)               | 41.0 (105.8)               | 38.3 (100.9)               | 32.5 (90.5)                | 29.0 (84.2)                | 24.0 (75.2)                | 42.2 (108.0)               |
| متوسط درجة الحرارة الكبرى °م (°ف) | 14.6 (58.3)                | 15.2 (59.4)                | 16.5 (61.7)                | 18.4 (65.1)                | 22.7 (72.9)                | 27.6 (81.7)                | 30.5 (86.9)                | 30.8 (87.4)                | 27.0 (80.6)                | 22.2 (72.0)                | 17.8 (64.0)                | 15.4 (59.7)                | 21.6 (70.8)                |
| متوسط درجة الحرارة الصغرى °م (°ف) | 5.2 (41.4)                 | 5.9 (42.6)                 | 6.3 (43.3)                 | 8.2 (46.8)                 | 11.3 (52.3)                | 15.4 (59.7)                | 18.3 (64.9)                | 18.5 (65.3)                | 15.9 (60.6)                | 11.8 (53.2)                | 8.0 (46.4)                 | 6.1 (43.0)                 | 10.9 (51.6)                |
| أدنى درجة حرارة °م (°ف)           | −3.6 (25.5)                | −3.0 (26.6)                | −2.5 (27.5)                | −1.0 (30.2)                | 3.9 (39.0)                 | 7.0 (44.6)                 | 12.0 (53.6)                | 10.0 (50.0)                | 8.9 (48.0)                 | 4.0 (39.2)                 | −1.4 (29.5)                | −4.2 (24.4)                | −4.2 (24.4)                |
| الهطول مم (إنش)                   | 47.3 (1.86)                | 72.6 (2.86)                | 63.4 (2.50)                | 56.1 (2.21)                | 37.4 (1.47)                | 18.4 (0.72)                | 6.4 (0.25)                 | 28.1 (1.11)                | 40.8 (1.61)                | 58.4 (2.30)                | 55.6 (2.19)                | 97.9 (3.85)                | 582.4 (22.93)              |
| متوسط أيام هطول الأمطار           | 7                          | 8                          | 8                          | 8                          | 4                          | 3                          | 1                          | 3                          | 5                          | 5                          | 6                          | 9                          | 67                         |
| متوسط الرطوبة النسبية (%)         | 70                         | 69                         | 65                         | 66                         | 66                         | 58                         | 60                         | 63                         | 67                         | 65                         | 72                         | 72                         | 66                         |
| ساعات سطوع الشمس الشهرية          | 127                        | 138                        | 186                        | 213                        | 279                        | 312                        | 360                        | 316                        | 249                        | 195                        | 138                        | 118                        | 2٬631                      |
| المصدر: Aeronautica Militare      |                            |                            |                            |                            |                            |                            |                            |                            |                            |                            |                            |                            |                            |

## السكان
في سنة 1861 بلغ عدد السكان 3٬042 نسمة، وتطور العدد ليصل في سنة 2011 لـ 53٬307 نسمة.
يظهر هذا المخطط البياني تطور النمو السكاني لـ أولبيا

## التاريخ
أولبيا (اسم إغريقي الأصل) قديمة جداً، ولعل الإغريق قد أسسوها استنادا إلى أسطورة محلية. يوجد بها أطلال لمستوطنات فينيقية وقرطاجية وآثار رومانية، عندما كانت ميناءً هاماً، آثار العصور الوسطى لمّا كانت عاصمة جوديكاتو غالورا، وهي وإحدى أربع دول مستقلة في سردينيا.

## معرض صور

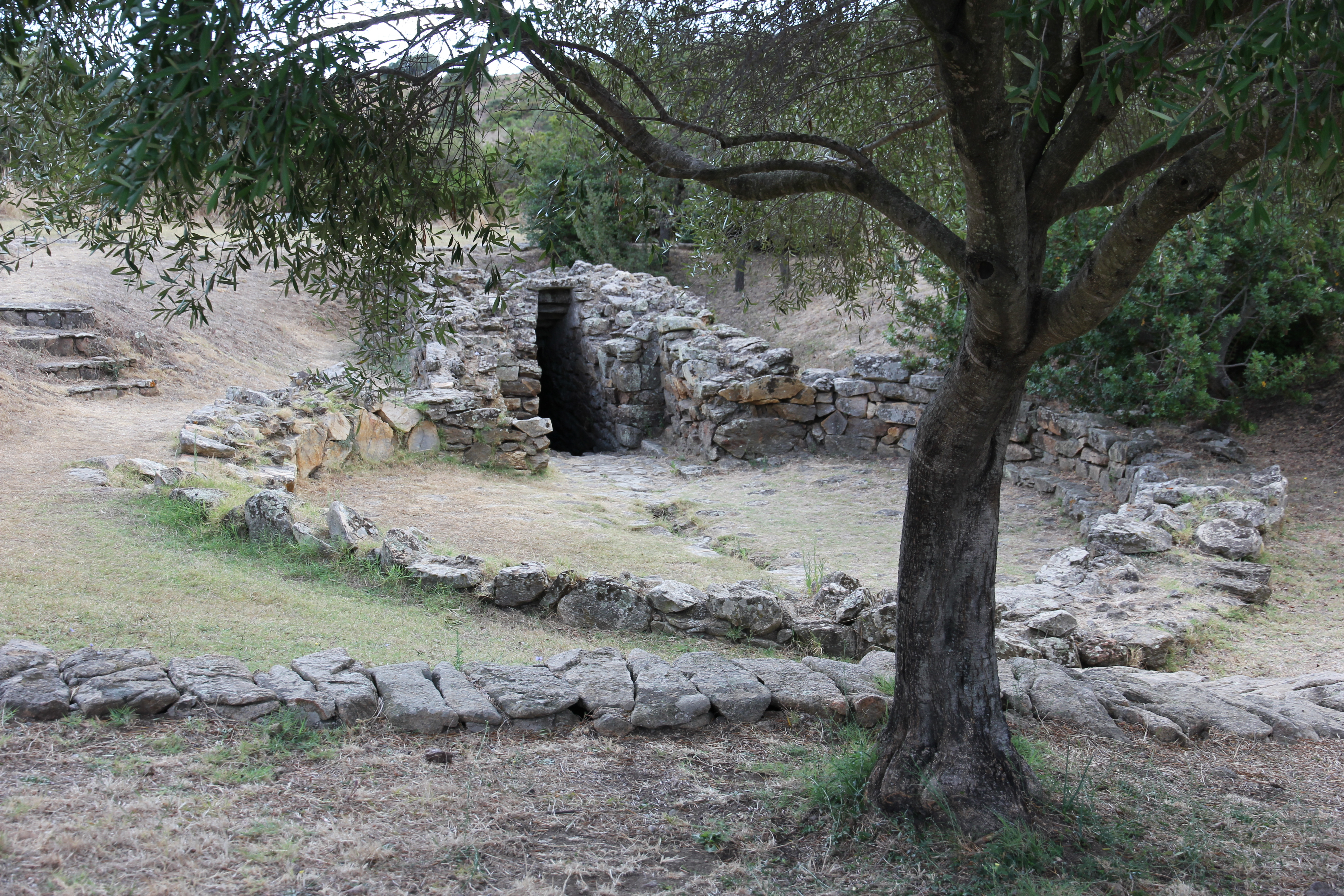
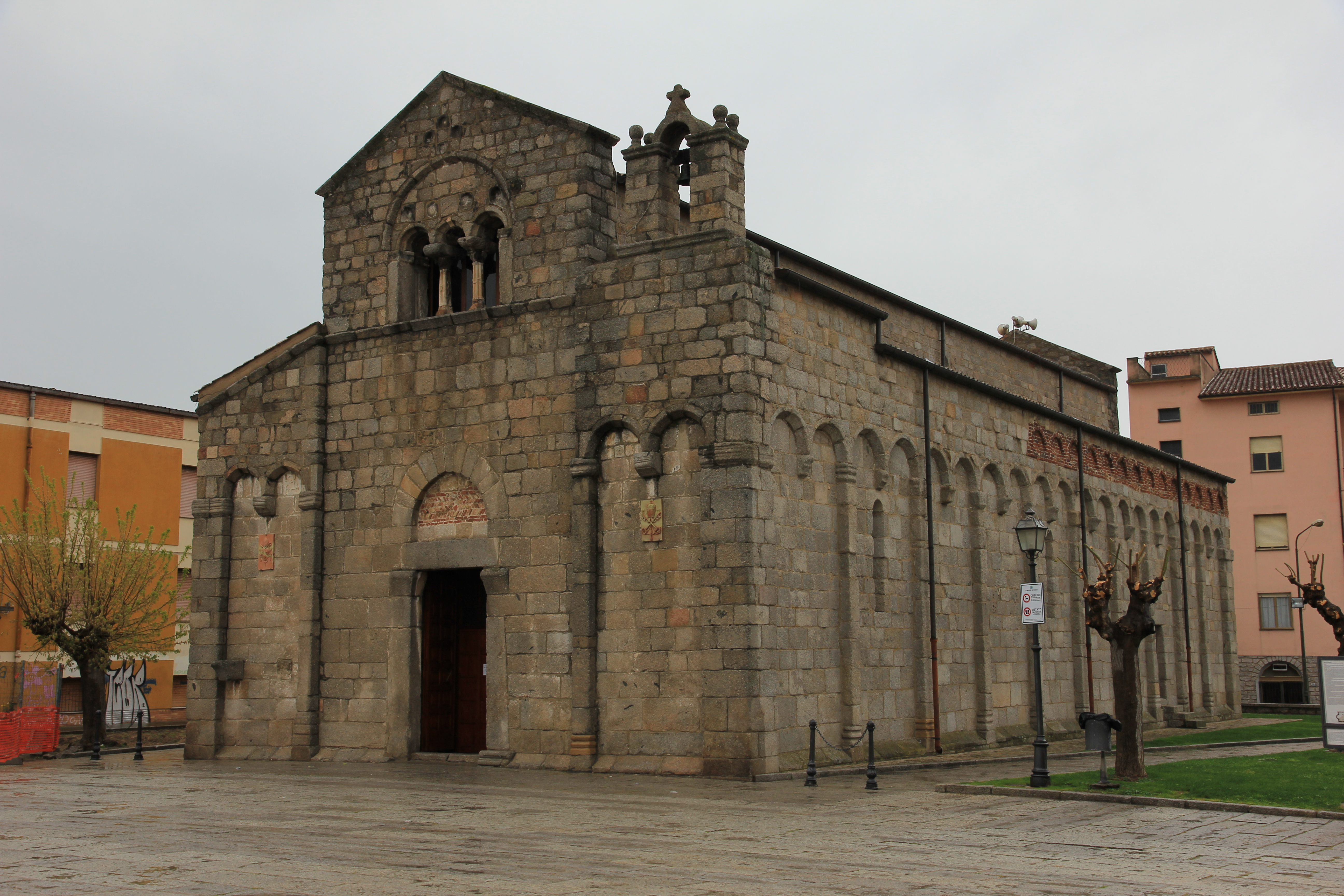
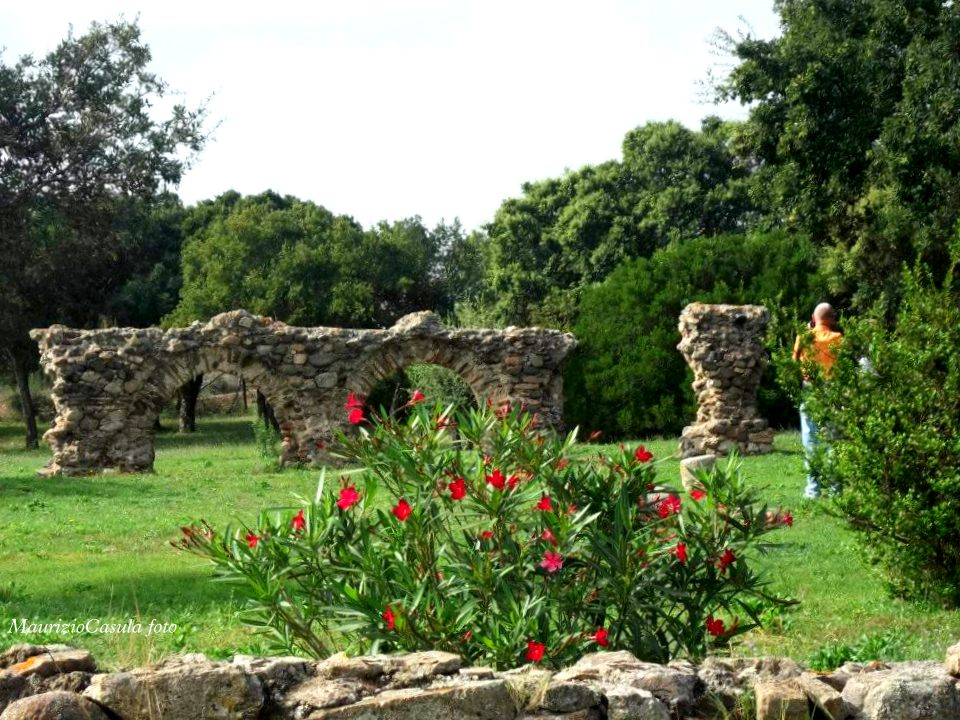
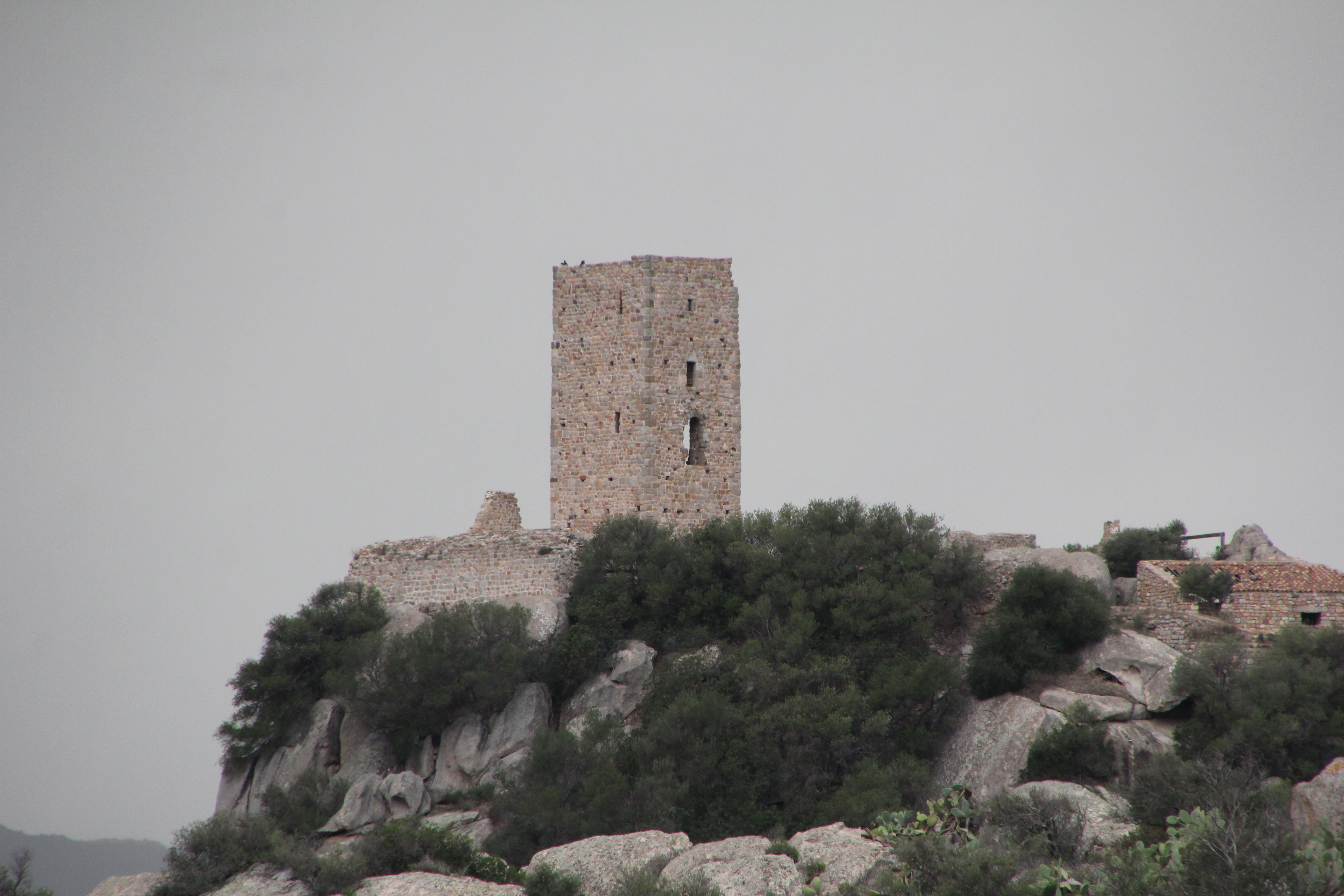
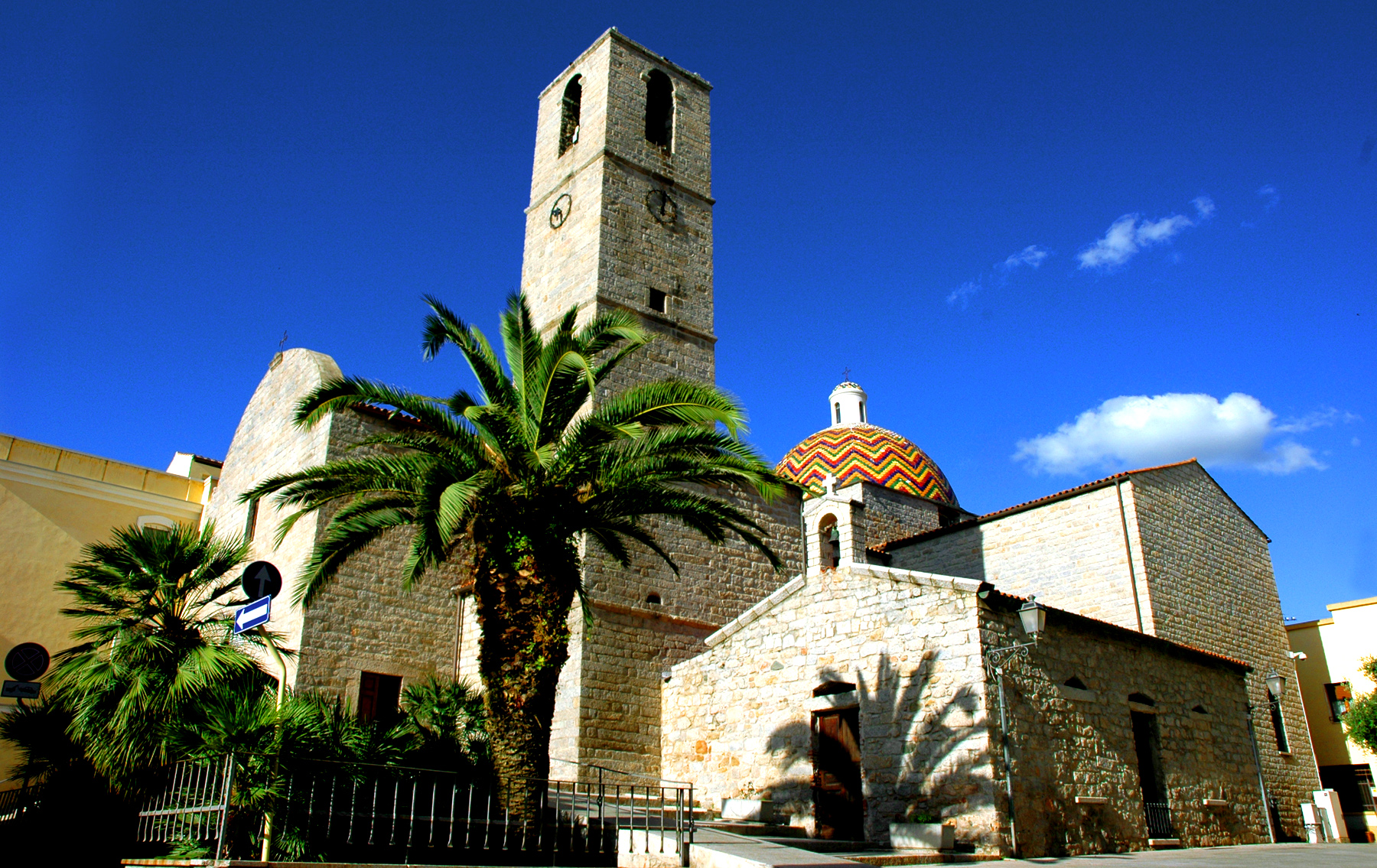

## أعلام
- سيمون مالودروتو
- جيان فرانكو صبا
- أليساندرو فارينا
- غوستافو جانيوني